# Kevin McNally
Kevin McNally (Bristol, Anglia, Egyesült Királyság, 1956. április 27. –) angol színész.

## Filmográfia

### Film
| Év   | Magyar cím                                   | Eredeti cím                                            | Szerep                   | Magyar hang       |
| ---- | -------------------------------------------- | ------------------------------------------------------ | ------------------------ | ----------------- |
| 1977 | A kém, aki szeretett engem                   | The Spy Who Loved Me                                   | legénység tagja          |                   |
| 1980 | Hosszú nagypéntek                            | The Long Good Friday                                   | ír fiatal                |                   |
| 1982 | Enigma                                       | Enigma                                                 | Bruno                    |                   |
| 1985 | Közel a paradicsomhoz                        | Not Quite Paradise                                     | Pete                     |                   |
| 1985 | Tiltott szenvedélyek                         | The Berlin Affair                                      | Heinz von Hollendorf     |                   |
| 1987 | Kiálts szabadságot                           | Cry Freedom                                            | Ken Robertson            | Jakab Csaba       |
| 1997 | Spice World                                  | Spice World                                            | rendőr                   |                   |
| 1998 | A nő kétszer                                 | Sliding Doors                                          | Paul                     | Harmath Imre      |
| 1999 | Briliáns csapda                              | Entrapment                                             | Haas                     |                   |
| 2000 | Leszakad az ég                               | When the Sky Falls                                     | Tom Hamilton             | Bognár Zsolt      |
| 2001 | Az összeesküvés                              | Conspiracy                                             | Martin Luther            | Forgács Gábor     |
| 2001 | Magas sarok, alvilág                         | High Heels and Low Lifes                               | Mason                    | Haás Vander Péter |
| 2003 | Johnny English                               | Johnny English                                         | brit miniszterelnök      | Lázár Sándor      |
| 2003 | A Karib-tenger kalózai: A Fekete Gyöngy átka | Pirates of the Caribbean: The Curse of the Black Pearl | Joshamee Gibbs           | Faragó András     |
| 2004 | De-Lovely – Ragyogó évek                     | De-Lovely                                              | Gerald Murphy            | Faragó András     |
| 2004 | De-Lovely – Ragyogó évek                     | De-Lovely                                              | Gerald Murphy            | Harmath Imre      |
| 2004 | Az operaház fantomja                         | The Phantom of the Opera                               | Joseph Buquet            |                   |
| 2005 | Adunk a kultúrának                           | Irish Jam                                              | Lord Hailstock           | Melis Gábor       |
| 2006 | A Karib-tenger kalózai: Holtak kincse        | Pirates of the Caribbean: Dead Man's Chest             | Joshamee Gibbs           | Papp János        |
| 2006 | Füles                                        | Scoop                                                  | Mike Tinsley             | Bicskey Lukács    |
| 2007 | A Karib-tenger kalózai: A világ végén        | Pirates of the Caribbean: At World's End               | Joshamee Gibbs           | Papp János        |
| 2008 |                                              | Tuesday                                                | Jerry                    |                   |
| 2008 | Valkűr                                       | Valkyrie                                               | Carl Goerdeler           | Várkonyi András   |
| 2011 | A Karib-tenger kalózai: Ismeretlen vizeken   | Pirates of the Caribbean: On Stranger Tides            | Joshamee Gibbs           | Papp János        |
| 2012 | Hamilton ügynök: A nemzet szolgálatában      | Hamilton: In the Interest of the Nation                | Harold Smith             |                   |
| 2012 | A holló                                      | The Raven                                              | Henry Maddux             | Csankó Zoltán     |
| 2013 | Bérgyilkos hősök                             | Bounty Killer                                          | Daft Willy               |                   |
| 2014 |                                              | 500 Miles North                                        | pályamester              |                   |
| 2015 | Legenda                                      | Legend                                                 | Harold Wilson            | Forgács Gábor     |
| 2015 | Az ember, aki ismerte a végtelent            | The Man Who Knew Infinity                              | Percy Alexander MacMahon |                   |
| 2016 |                                              | Macbeth Unhinged                                       | Duncan                   |                   |
| 2017 | A Karib-tenger kalózai: Salazar bosszúja     | Pirates of the Caribbean: Dead Men Tell No Tales       | Joshamee Gibbs           | Papp János        |
| 2019 |                                              | Robert the Bruce                                       | Sean                     |                   |
| 2021 |                                              | Decrypted                                              | Pike ezredes             |                   |
| 2021 |                                              | Painted Beauty                                         | Greene nyomozó           |                   |
| 2024 |                                              | Apartment 7A                                           | Roman Castevet           |                   |

### Televízió
- 1989 : Három akaratos nő (Act of Will) – Vincent Crowther
- 1990 : Dr. Jekyll és Mr. Hyde (Jekyll & Hyde) – színész
- 1992 : Sztálin (Stalin) – Kirov
- 1999 : Kisvárosi gyilkosságok, tv-sorozat, II. évad 4. ep. (Egy polgár rejtélyes halála) – Orville Tudway
- 2002 : Shackleton: Túlélni az Antarktiszt – Frank Worsley kapitány
- 2010 : Kisvárosi gyilkosságok, tv-sorozat, XIII. évad 6. ep. (Küzdősport) – Gerald Farquaharson